# Trimeresurus tibetanus
Trimeresurus tibetanus är en ormart som beskrevs av Huang 1982. Trimeresurus tibetanus ingår i släktet palmhuggormar, och familjen huggormar. IUCN kategoriserar arten globalt som livskraftig. Inga underarter finns listade i Catalogue of Life.
Arten förekommer i Himalaya i Nepal och Tibet (Kina). Den vistas i regioner som ligger 2500 till 3200 meter över havet. Trimeresurus tibetanus lever i bergsskogar, på bergsängar och i kulturlandskap.